# TV Kanagawa
TV Kanagawa (テレビ神奈川, Terebi Kanagawa) (abreviado para tvk) é um canal de televisão independente do Japão. Foi fundado em 20 de abril de 1971 e começou a ser transmitido em 1 de abril de 1972.